# برج‌های کویت
برج‌های کویت (به عربی: أبراج الكويت)، به سه برج بلند و باریک در شهر کویت گفته می‌شود که در کنار خلیج فارس قرار گرفته‌اند. این برج‌ها در تاریخ ۲۶ فوریه ۱۹۷۷ به‌طور رسمی افتتاح شدند.

## طراحی و ساخت
ارتفاع برج اصلی ۱۸۷ متر حامل دو بخش کروی شکل است که در نیمهٔ پایین آن یک مخزن آب از ۴۵۰۰ متر مکعب و در نیمهٔ بالای آن یک رستوران با ظرفیت ۹۰ نفر، یک کافی‌شاپ، یک سالن و سالن پذیرایی است. برج اصلی از ۱ مارس ۱۹۷۹ به عموم مردم باز است.
ارتفاع دومین برج ۱۴۷ متر است که یک برج آب است.
در برج سوم تجهیزات کنترل برق و روشن کردن دو برج بزرگتر وجود دارد. برج‌های کویت توسط یک معمار دانمارکی به نام مالین بیورن طراحی شده‌است.

## نگارخانه

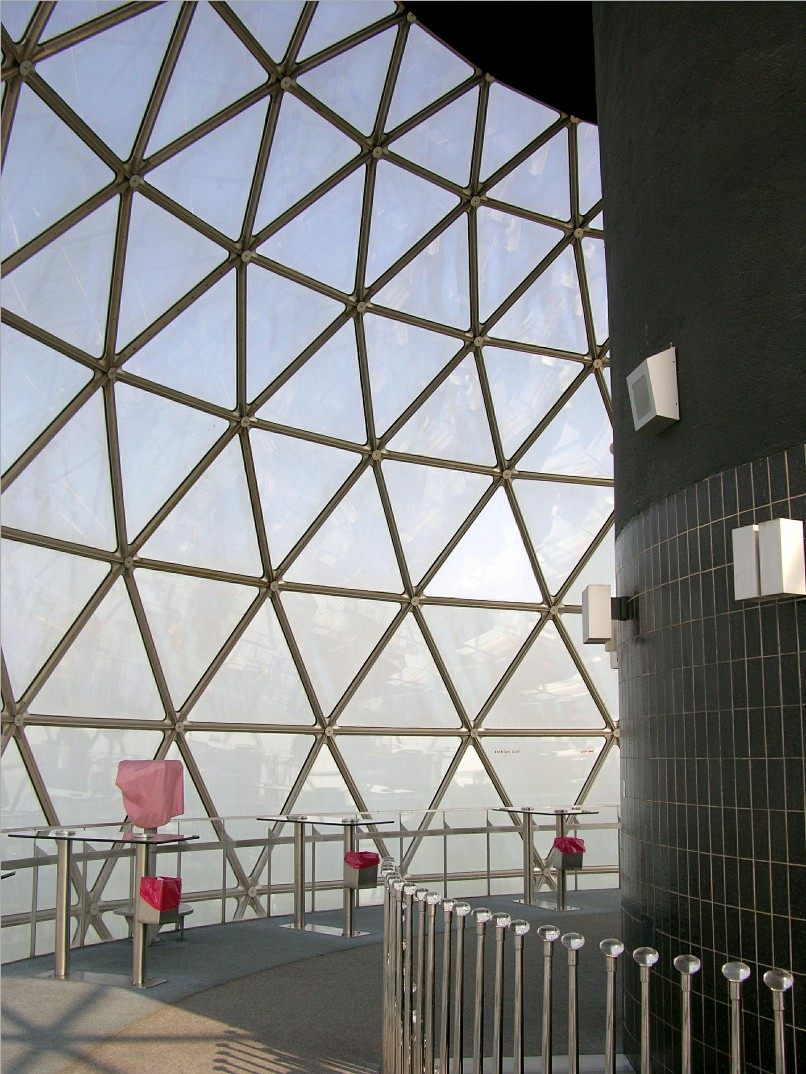